# Jeolla du Sud
Le Jeolla du Sud (Jeollanam-do) est une province située à l'extrémité sud de la péninsule coréenne autour de la ville métropolitaine de Gwangju et dont le chef-lieu se trouve dans le district de Muan dans la banlieue de Mokpo. Les symboles de la province sont le ginkgo, le camélia du Japon et la tourterelle orientale.

## Histoire
La région a tout d'abord fait partie de la confédération de Mahan durant la période des trois Han avant de passer sous le contrôle de Baekje. La province de Jeolla du Sud a été créée en aout 1896 lors de la partition du Jeolla. Sa capitale était alors Gwangju jusqu'en novembre 1986, date à laquelle Gwangju devint autonome. En conséquence, l'administration provinciale a été transférée à Muan en novembre 2005.
En octobre 1948, la région d'Yeosu et de Suncheon fut le théâtre d'une rébellion contre le gouvernement de Syngman Rhee.

## Géographie

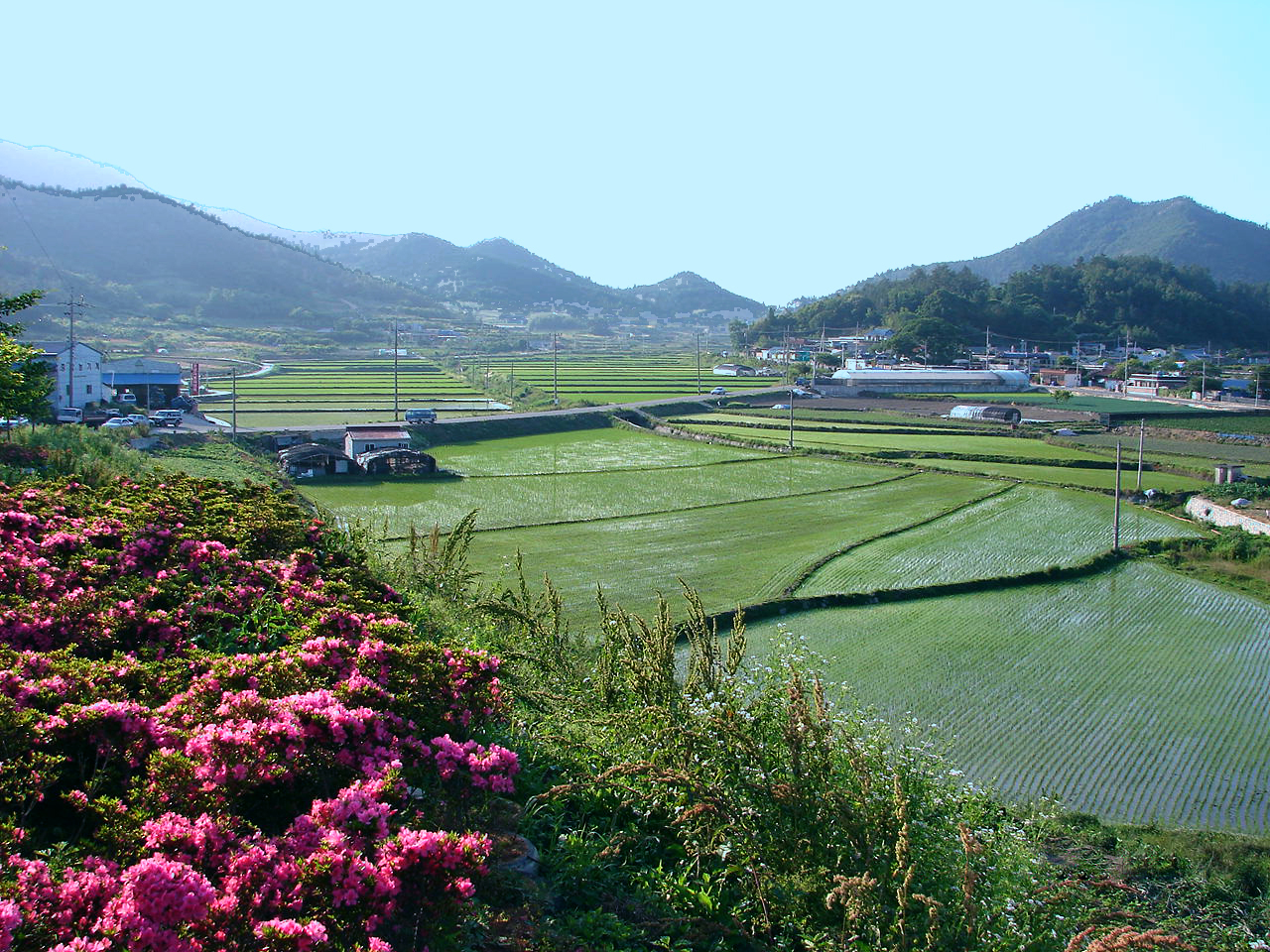
Des champs de riz à Goheung

Le Jeolla du Sud est formé de nombreuses collines, les monts Sobaek, qui bordent la mer Jaune à l'ouest et le détroit de Corée au sud. La marée a une ampleur relativement importante ; une grande vasière de 1 017 km² s'étend le long de la mer Jaune. La côte est très découpée, sa longueur est de 6 400 km et elle comprend 2000 iles dont les trois-quarts sont inhabités. Les fleuves Somjin, Tamjin et Yeongsan forment des plaines très propices à la culture des céréales. Le plus grand fleuve est le Yeongsan, long de 115 km qui prend sa source au pic Yongchuong (560 m d'altitude) et coule vers le sud-ouest pour se jeter par un estuaire dans la mer Jaune à Mokpo. Dans les régions côtières, le climat est doux et humide : les précipitations annuelles sont de 1 290 mm et les températures moyennes de 13 à 14 °C. Dans la mer, le courant chaud de Kuroshio venant du sud rencontre le courant côtier froid venant de la mer de Bohai, générant fréquemment du brouillard. L'été est humide, l'hiver venté et sec. Le côté ouest des monts Sobaek reçoit de fortes chutes de neige.
Le Jeolla du Sud avoisine les provinces de Jeolla du Nord et de Gyeongsang du Sud. Ces trois provinces se rejoignent au sommet du Jirisan, haut de 1 915 m, la deuxième plus grande montagne du pays. La population est en baisse rapide, passant de 2 135 000 habitants en 2000 à 1 938 000 en 2008 dont 21 000 étrangers. La province est divisée en 5 villes et en 17 districts. La plus grande de ses villes est le port de Mokpo (목포, 247 000 habitants sur 47 km²) dont la banlieue s'étend dans les districts avoisinants de Muan et Yeongam. C'est là que se trouvent les plus importantes infrastructures telles que l'administration provinciale, l'aéroport international ou le circuit international de Corée.
Les autres villes sont Yeosu (여수, 296 000 habitants sur 498 km²), Suncheon (순천, 270 000 habitants sur 907 km²), Gwangyang (광양, 144 000 habitants) et Naju (나주, 93 000 habitants). Yeosu et Suncheon sont certes plus peuplées que Mokpo, mais leur zone administrative s'étend également sur un territoire très étendu à caractère rural.
Les 17 districts sont :
- Boseong (보성)
- Damyang (담양)
- Gangjin (강진)
- Goheung (고흥)
- Gokseong (곡성)
- Gurye (구례)
- Haenam (해남)
- Hampyeong (함평)
- Hwasun (화순)
- Jangheung (장흥)
- Jangseong (장성)
- Jindo (진도)
- Muan (무안)
- Sinan (신안)
- Wando (완도)
- Yeongam (영암)
- Yeongwang (영광)

## Économie

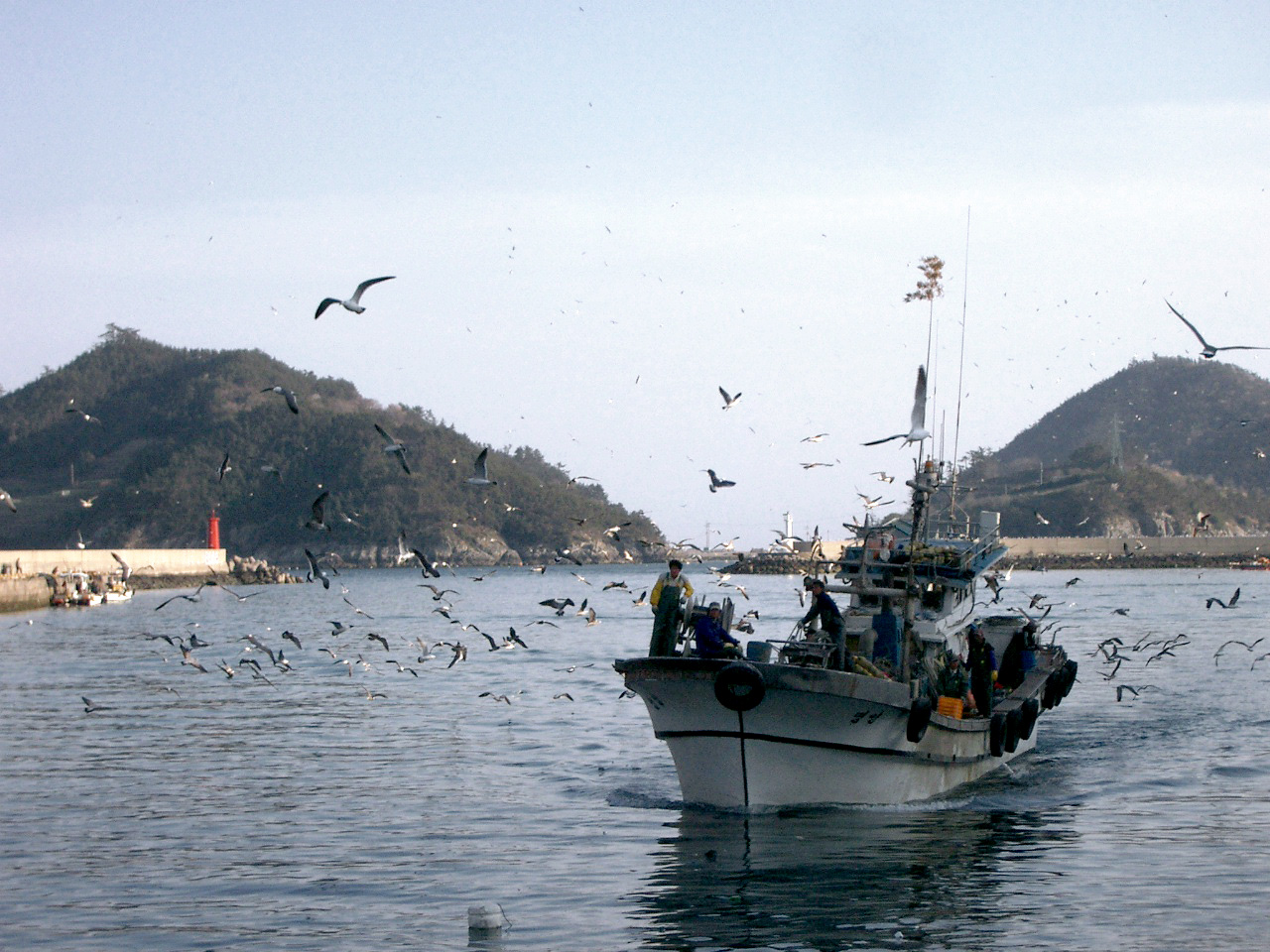
Un port de pêche à Haenam

Le secteur primaire pèse encore un poids important dans l'économie de la région surtout si on la compare avec le reste du pays. En effet 28 % (12/2008) des emplois dépendent de l'agriculture et de la pêche contre seulement 7,2 % dans l'ensemble de la Corée du Sud. Au bord de la mer, Les productions d'huitres et d'algues dominent. Dans les plaines le long des fleuves, le riz, le blé, l'orge, les lentilles et le coton sont cultivés. Le nombre d'agriculteurs est en baisse rapide, passant de 1 080 000 en 1990 à 439 000 en 2008. La production suit ce mouvement, passant de 1 311 000 tonnes en 1996 à 996 000 tonnes en 2007. Sur ce total, 11 952 tonnes ont été certifiées ‘’bio’’ et 239 914 tonnes ont été produites sans pesticides. Au niveau de la pêche, la production a baissé au cours des années 1990 passant de 839 000 tonnes en 1990 à un minimum de 513 000 tonnes en 2000 pour remonter à 1 060 000 tonnes en 2008. Cependant, le nombre de pêcheurs est lui en diminution constante de 186 000 en 1990 à 100 000 en 2000 et 62 000 en 2008.
Entre 1990 et 2007, le chiffre d'affaires de l'industrie a pratiquement décuplé passant de 8857 milliards à 70 304 milliards tandis que le nombre d'employés restait à peu près constant (72 000 en 1990 et 74 700 en 2007). La région importe essentiellement du pétrole, du charbon et du minerai de fer ; elle exporte des produits pétrochimiques, de l'acier et des bateaux.
Actuellement, la province cherche à développer son industrie dans le domaine des technologies de l'information, des biotechnologies, des nanotechnologies et des nouveaux matériaux (magnésium, céramiques, matériaux composites). Les énergies renouvelables (le solaire, le vent et les marées) et l'établissement d'un cluster de construction navale sont deux autres priorités. Le centre de lancement de Naro dans le district de Goheung a procédé à son premier tir de fusée en 2009.
En 2009, le budget de la province était de 4624 milliards de wons (env. 2,4 milliards d'euros). Depuis le 6 juin 2004, son gouverneur est Park Joon Yung, né en 1946, membre du parti démocrate et ex-journaliste au Jungang-Ilbo.

## Lieux et monuments
Six villages de la province ont reçu le label Cittaslow, ce sont les premiers en Asie. Ces sites se sont engagés à préserver les traditions artisanales et à pratiquer une agriculture respectueuse de l'environnement. Ce sont les villages de Damyang, Jangheung, Hadong, Yesan, Wando, et les salines de Shinan.
Les 2000 iles marquent profondément le caractère de la région. Parmi celles-ci, on peut citer Jindo, la troisième plus grande ile du pays, reliée deux fois par an au continent par un passage de terre large de 30 m et long de 2,8 km lors des grandes marées. Hongdo, l'ile rouge, dans le parc maritime national de Dadohae est réputée pour sa beauté.
Tout comme le reste du pays, la province contient de nombreux temples bouddhistes. Parmi eux, Songgwangsa est considéré comme l'un des trois joyaux de la Corée. Hwaeomsa, au pied du mont Jiri, et Unjusa ont aussi une importance considérable.